# Nada Surf
Nada Surf ist eine US-amerikanische Alternative-Rock-Band aus New York.

## Geschichte
Matthew Caws und Daniel Lorca trafen sich als Schüler an der Privatschule Lycée Français de New York. Nachdem sie 1991 die Schule abgeschlossen hatten, gründeten sie die Band Because, Because, Because. 1992 wendeten sie sich einem neuen Projekt zu, das sie auf den Namen Nada Surf tauften. 1995 verließ Aaron Conte die Band und wurde durch Ira Elliot ersetzt. 2012 stieß Doug Gillard als viertes festes Mitglied zu der Band.
2020 verließ Gillard die Band wieder und wurde durch den Keyboarder Louie Lino ersetzt.
Mit der Single Popular von ihrem Debütalbum High/Low aus dem Jahr 1996 konnten sie einen gewissen öffentlichen Erfolg verzeichnen. High/Low selbst erreichte den 63. Platz der US-amerikanischen Billboard-Charts. Probleme mit der Plattenfirma führten dazu, dass das zweite Album The Proximity Effect 1998 nur in Europa auf den Markt kam. Aber auch hier wurde das Album trotz guter Kritiken nicht sonderlich vermarktet, weshalb es weitgehend erfolglos blieb. Daraufhin kaufte die Band die Rechte an dem Album zurück und veröffentlichte es auf dem eigenen Label MarDev.
2002 kam auf einem neuen Plattenlabel das Album Let Go heraus, das mit Là pour ça auch einen französischen Titel enthält. Das ist auch ein Hinweis darauf, dass Nada Surf in Frankreich über eine relativ große Fangemeinde verfügt. Der Song Inside of Love des Albums erreichte den 73. Platz der britischen Charts. Über den bloßen Charterfolg hinaus erspielte sich die Band mit Let Go jedoch gerade auch in Deutschland eine treue und begeisterte Fangemeinde und verhalf sich zu einem Status als Heroen der Indieszene. Auch Auftritte z. B. im Vorprogramm der Sportfreunde Stiller in der Münchner Olympiahalle oder vor Wir sind Helden in der Berliner Wuhlheide verhalfen Nada Surf zu einem relativ hohen Bekanntheits- und Beliebtheitsgrad. In Europa erscheinen ihre Platten bei City Slang, so auch ihr fünftes Studioalbum mit dem Titel Lucky, das Anfang 2008 erschien.
Am 7. Mai 2010 erschien das sechste Studioalbum von Nada Surf, If I Had a Hi-Fi. Es besteht aus 12 Coverversionen, u. a. von Depeche-Mode- und Kate-Bush-Titeln. Im Januar 2012 brachte die Band mit The Stars Are Indifferent to Astronomy wieder ein Album mit eigenen Kompositionen heraus.
Das achte Studioalbum You Know Who You Are veröffentlichte Nada Surf am 4. März 2016. Die Songs „liegen an der Schnittstelle von Nachdenklichkeit und Bauchgefühl“.
Anlässlich des 15-jährigen Jubiläums ihres Albums Let Go erschien am 2. Februar 2018 das digitale Album bzw. am 3. März 2018 die CD Standing at the Gates: The Songs of Nada Surf’s Let Go. Die 12 Songs plus einer Zugabe wurden mit befreundeten Künstlern aufgenommen. Den Erlös erhielten die amerikanische Bürgerrechtsorganisation ACLU und die Kinderkrebshilfeorganisation The Pablove Foundation. Zudem wurden im April 2018 vier Jubiläumsgigs in Deutschland (Köln, Berlin, München, Hamburg) und im November 2018 drei Zusatzkonzerte (Augsburg, Hannover, Leipzig) absolviert.
Im November 2019 kündigte die Band ihr neuntes Album Never Not Together an, das am 7. Februar 2020 mit neun Songs erschien. Die Kritiken fielen durchschnittlich aus.
Am 14. Januar 2020 startete Nada Surf in Seattle ihre amerikanisch-europäische Welttournee mit einigen Künstlern als besondere Gäste, die am 7. Juni 2020 endete.

## Einsatz von Nada-Surf-Titeln in Film- und Fernsehproduktionen
Der Titel Blankest Year ihres 2005 erschienenen vierten Albums The Weight Is a Gift diente 2006 als Hintergrundmusik für den Fernseh-Werbespot für den Suzuki Swift, weitere Titel der Band wurden z. B. in den Filmen Nichts bereuen, Die fetten Jahre sind vorbei, Lovesong für Bobby Long und Sommersturm verwendet. In der Filmkomödie Oh Boy läuft während der Barszene, in der Niko seine frühere Mitschülerin Julika wiedertrifft, im Hintergrund der Song Teenage Dreams. Auch in TV-Serien fand die Musik von Nada Surf Verwendung. So zum Beispiel in O.C., California. Dort wurde der Coversong If You Leave verwendet. In einer Folge der ersten Staffel der amerikanischen Serie How I Met Your Mother taucht das Lied Inside of Love auf. In weiteren Folgen folgten die Songs Always Love und Beautiful Beat. In der ebenfalls US-amerikanischen Serie One Tree Hill waren einige Titel zu hören und in der dritten Staffel hatten sie einen Auftritt in der Serie, bei dem sie Concrete Bed spielten. Im Film Disturbia wird an einer Stelle der Song Always Love aus dem Album The Weight Is a Gift gespielt. Das Stück ist auch auf der Soundtrack-CD zum Film enthalten. In der US-amerikanischen Kult-Fernsehserie Gilmore Girls wird in Staffel vier, Episode 19 der Song Happy Kid im Hintergrund gespielt.

## Diskografie

### Studioalben
| Jahr | Titel                                  | Höchstplatzierung, Gesamtwochen, AuszeichnungChartplatzierungen (Jahr, Titel, Platzierungen, Wochen, Auszeichnungen, Anmerkungen) | Höchstplatzierung, Gesamtwochen, AuszeichnungChartplatzierungen (Jahr, Titel, Platzierungen, Wochen, Auszeichnungen, Anmerkungen) | Höchstplatzierung, Gesamtwochen, AuszeichnungChartplatzierungen (Jahr, Titel, Platzierungen, Wochen, Auszeichnungen, Anmerkungen) | Höchstplatzierung, Gesamtwochen, AuszeichnungChartplatzierungen (Jahr, Titel, Platzierungen, Wochen, Auszeichnungen, Anmerkungen) | Anmerkungen                              |
| Jahr | Titel                                  | DE | AT | CH | US | Anmerkungen                              |
| ---- | -------------------------------------- | --- | --- | --- | --- | ---------------------------------------- |
| 1996 | High/Low                               | — | — | — | US63 (12 Wo.)US | Erstveröffentlichung: 18. Juni 1996      |
| 2005 | The Weight Is a Gift                   | DE51 (3 Wo.)DE | — | CH59 (2 Wo.)CH | US167 (1 Wo.)US | Erstveröffentlichung: 20. September 2005 |
| 2008 | Lucky                                  | DE33 (2 Wo.)DE | — | CH39 (6 Wo.)CH | US82 (2 Wo.)US | Erstveröffentlichung: 5. Februar 2008    |
| 2010 | If I Had a Hi-Fi                       | — | — | CH86 (1 Wo.)CH | — | Erstveröffentlichung: 8. Juni 2010       |
| 2012 | The Stars Are Indifferent to Astronomy | DE31 (2 Wo.)DE | AT46 (1 Wo.)AT | CH42 (4 Wo.)CH | US86 (1 Wo.)US | Erstveröffentlichung: 18. Januar 2012    |
| 2016 | You Know Who You Are                   | DE47 (1 Wo.)DE | AT51 (1 Wo.)AT | CH46 (1 Wo.)CH | — | Erstveröffentlichung: 4. März 2016       |
| 2020 | Never Not Together                     | DE49 (1 Wo.)DE | — | CH63 (1 Wo.)CH | — | Erstveröffentlichung: 7. Februar 2020    |

Weitere Alben
- 1995: Karmic (EP)
- 1998: The Proximity Effect
- 1999: North 6th Street
- 2002: Let Go
- 2003: Live in Brussels
- 2006: All You Need Is Love (Radio only EP)
- 2008: The MySpace Transmissions (EP)
- 2008: Vinyl Box Set 1994–2008
- 2014: B-Sides
- 2016: Peaceful Ghosts (mit dem Babelsberger Filmorchester)
- 2018: Standing at the Gates: The Songs of Nada Surf’s Let Go
- 2024: Moon Mirror

### Singles
| Jahr | Titel Album                                                | Höchstplatzierung, Gesamtwochen, AuszeichnungChartplatzierungen (Jahr, Titel, Album, Platzierungen, Wochen, Auszeichnungen, Anmerkungen) | Höchstplatzierung, Gesamtwochen, AuszeichnungChartplatzierungen (Jahr, Titel, Album, Platzierungen, Wochen, Auszeichnungen, Anmerkungen) | Anmerkungen                        |
| Jahr | Titel Album                                                | UK | US | Anmerkungen                        |
| ---- | ---------------------------------------------------------- | --- | --- | ---------------------------------- |
| 1996 | Popular High/Low                                           | — | US51 (8 Wo.)US | Erstveröffentlichung: Juni 1996    |
| 2002 | The Way You Wear Your Head Let Go                          | — | — | Erstveröffentlichung: Oktober 2002 |
| 2003 | Inside of Love Let Go                                      | UK73 (1 Wo.)UK | — | Erstveröffentlichung: Februar 2003 |
| 2003 | Hi-Speed Soul Let Go                                       | UK87 (1 Wo.)UK | — | Erstveröffentlichung: Mai 2003     |
| 2011 | The Moon is Calling The Stars Are Indifferent to Astronomy | — | — | Erstveröffentlichung: April 2011   |

Weitere Singles
- 1994: The Plan/Telescope 7" (Stickboy Records)
- 1995: Deeper Well/Pressure Free 7" (Deep Elm Records)
- 1996: Treehouse
- 1997: Deeper Well
- 1998: Firecracker
- 1998: Why Are You So Mean to Me
- 2003: L’Aventurier (nur in Frankreich)
- 2005: Always Love
- 2005: Imaginary Friends
- 2006: Blankest Year
- 2007: See These Bones
- 2008: Whose Authority
- 2008: I Like What You Say
- 2010: Electrocution 7" (nur in Japan)
- 2011: When I Was Young
- 2012: Waiting for Something
- 2016: Believe You’re Mine
- 2016: Cold to See Clear
- 2019: Something I Should Do
- 2019: Looking For You
- 2020: So Much Love

### Weitere Songs
- 1999: Where Is My Mind? (auf „Where Is My Mind? A Tribute to The Pixies“)
- 2001: Blizzard Of '77 (auf „This Is Next Year: A Brooklyn-Based Compilation“)
- 2004: If You Leave (auf „Music from The OC: Mix 2“)
- 2004: Your Legs Grow (auf „Future Soundtrack for America“)
- 2005: Inside of Love (auf „Love Rocks“)
- 2006: Always Love (auf „Friends with Benefit: Music from the Television Series One Tree Hill, Volume 2“)
- 2006: In the Mirror (auf „John Tucker Must Die (Soundtrack)“)
- 2007: If You Leave (auf „Rails & Ties (Soundtrack)“)
- 2008: Weightless (auf „Heroes (Soundtrack)“)
- 2009: Weightless (auf „Nano–Mugen Compilation 2009“)

### Musikvideos / Musikfilme
Musikvideos
- 1996: Popular (Regie: Jesse Peretz)
- 1996: Treehouse (Regie: ?)
- 1998: Firecracker (Regie: John Kelsey)
- 2002: The Way You Wear Your Head (Regie: Kieran Evans)
- 2002: Inside Of Love	(Regie: ?)
- 2004: Live aux Eurockéennes 2003 (DVD)
- 2006: Blankest Year (Regie: Verena Soltiz)
- 2006: Always Love (Regie: Greifer & Krotenbluth)
- 2008: Whose Authority (Regie: Jonathan Krisel)
- 2008: I Like What You Say (Regie: Teqonik)
- 2010: Electrocution (Regie: Eli Stonberg)
- 2010: Enjoy the Silence (Regie: Jan-Ole Gerster)
- 2012: When I was Young (Regie: Phil Harder)
- 2012: Jules and Jim (Regie: Rachel Chaiya Blumberg)
- 2012: Waiting For Something (Regie Violetta D’Agata)
- 2016: Cold To See Clear (Regie: Spencer Gentz)
- 2016: Weightless (Regie: Richard Card & Austin Trotter)
- 2016: Rushing (Regie Emilie & Sarah Barbault)
- 2017  Meow Meow Lullaby (Regie Violetta D’Agata)
- 2019: Looking For You (Regie: Jonny Sanders)
- 2020: Song For Congress (Regie: Martin Hedman)
- 2020: So Much Love (Regie: Michael Arthur)
- 2020: Something I Should Do (Regie: Jonny Sanders)
- 2020: When History Comes (Regie: Matthew Caws)

Musikfilm (Short Film)
- 2020: Just Wait (Regie: Mark Pellington)